# Сумец, Милана Сергеевна
Милана Сергеевна Сумец (6 января 1988 года, Нижневартовск,  Тюменская область) — российская профессиональная баскетболистка. Мастер спорта России.

## Карьера
Баскетболом начала заниматься в 12 лет у тренера Сергея Михайловича Большакова. Первая воспитанница нижневартовского баскетбола, получившая звание Мастера спорта. В российской Премьер-Лиге дебютировала в составе «Надежды». Затем Сумец долгое время выступала за другие команды элиты. Была капитаном команды «Ростов-Дон-ЮФУ». В марте 2021 года перешла из выступавшего в Премьер-Лиге ногинского «Спартака» в клуб Суперлиги 1 «Вологда-Чеваката». В июне 2021 года баскетболистка подписала контракт с новосибирским «Динамо».
В 2011 году в составе студенческой сборной России баскетболистка принимала участие в летней Универсиаде в китайском Шэньчжэне.

## Достижения
- Финалист Кубка России (1): 2010/2011.
- Бронзовый призёр чемпионата России (1): 2010/2011.
- Чемпионка Суперлиги (1): 2014.